# Морозеро
Морозеро — озеро в России, располагается на территории Белозерского района Вологодской области.
Площадь водной поверхности озера равняется 0,4 км². Уровень уреза воды находится на высоте 114,9 м над уровнем моря. На востоке из озера вытекает ручей Морозерский.
Код объекта в государственном водном реестре — 08010200311110000004905.